# Orthosia populi
Orthosia populi là một loài bướm đêm trong họ Noctuidae.